# Pseudohadena roseotincta
Pseudohadena roseotincta är en fjärilsart som beskrevs av Brandt 1941. Pseudohadena roseotincta ingår i släktet Pseudohadena och familjen nattflyn. Inga underarter finns listade.